# Jalkapallon suomenmestaruuskilpailut 1909
La Jalkapallon suomenmestaruuskilpailut 1909 fu la seconda edizione del campionato finlandese di calcio. Fu giocato in un formato di coppa e vide la vittoria del PUS Helsinki.

## Squadre partecipanti

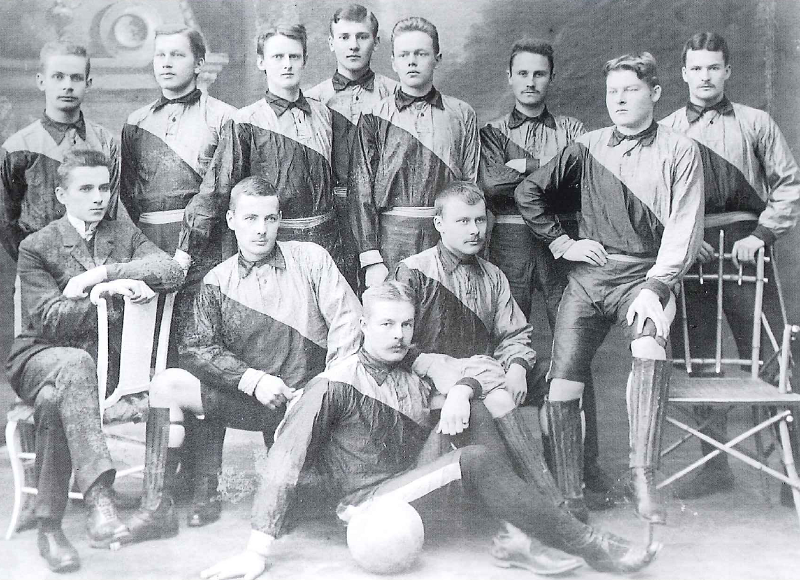
La squadra del PUS Helsinki vincitrice del suo primo campionato.

| Club            | Città    | Stagione 1908     |
| --------------- | -------- | ----------------- |
| HIFK            | Helsinki | turno preliminare |
| HJK             | Helsinki | semifinale        |
| PUS Helsinki    | Helsinki | finale            |
| Viipurin Reipas | Viipuri  | semifinale        |

## Semifinali
|                 | Risultati |              | Luogo e data      |
| --------------- | --------- | ------------ | ----------------- |
| HIFK            | 2-1       | HJK          | 30 settembre 1909 |
| HIFK            | 3-1       | HJK          | 10 ottobre 1909   |
| Viipurin Reipas | 1-6       | PUS Helsinki | 3 ottobre 1909    |
|                 |           |              |                   |

## Finale
|              | Risultati |      | Luogo e data              |
| ------------ | --------- | ---- | ------------------------- |
| PUS Helsinki | 4-0       | HIFK | Helsinki, 17 ottobre 1909 |
|              |           |      |                           |